# Código de conduta dos piratas

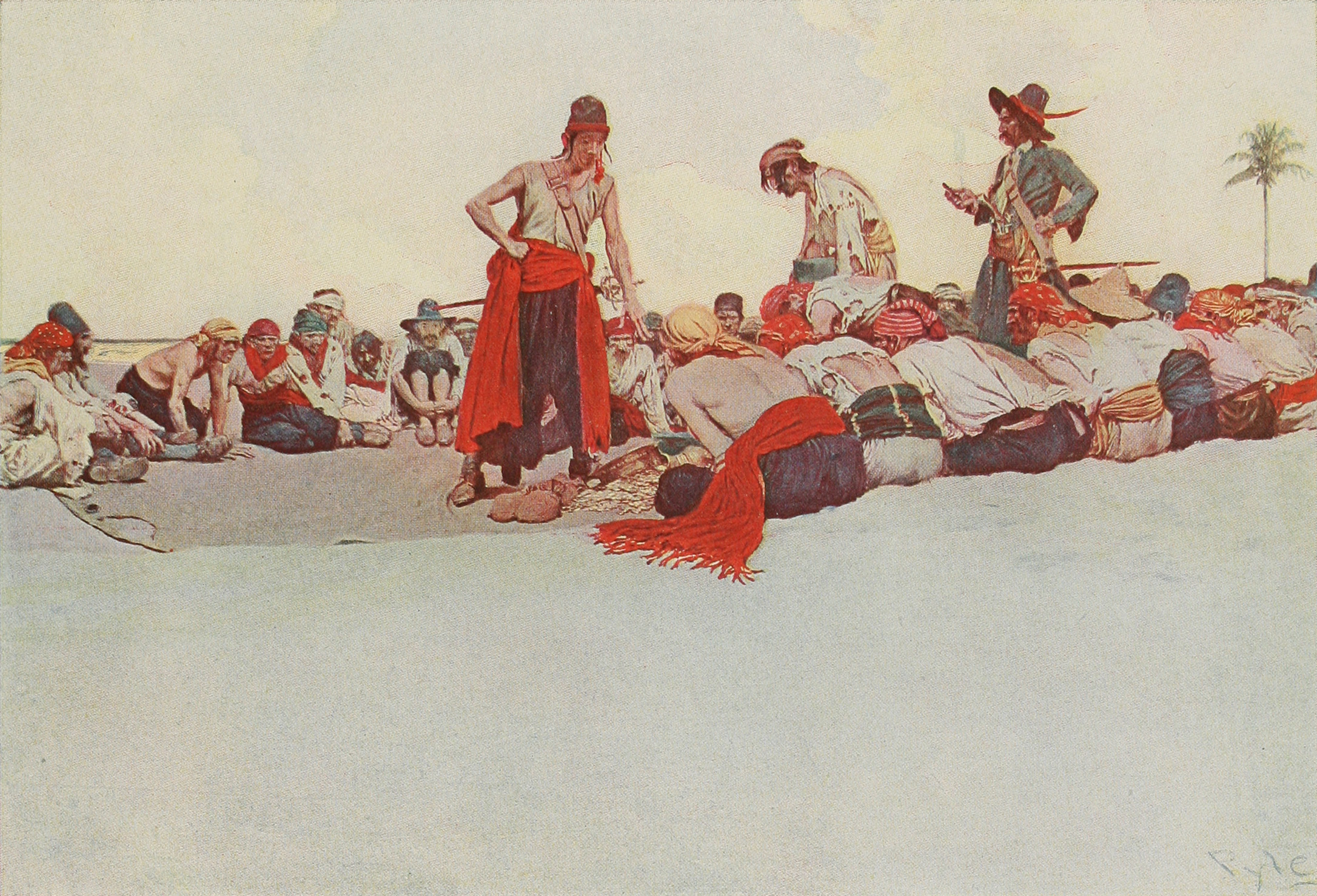
Piratas dividindo seu tesouro

O código de conduta dos piratas é um código de conduta seguido pelos bucaneiros, piratas da região do Caribe, que disciplinavam o comportamento a bordo dos navios, a divisão dos tesouros e saques e a compensação para os feridos. As regras variavam de acordo com o navio, com a viagem e com o capitão mas todos os membros deveriam cumprir juramento e assinar os artigos do código. O primeiro código pirata foi proposto pelo pirata português Bartolomeu Português. Um dos códigos mais conhecidos é o de Morgan e Bartholomew que foi editado em 1720.

## Aplicações
Bucaneiros começaram a atuar seguindo um conjunto de regras variadamente chamado Chasse-Partie, Charter Party, Custom of the Coast ou Jamaica Discipline. Mais tarde, as regras ficaram conhecidas como Articles of Agreement ou código pirata. As regras piratas variavam de um capitão a outro — até mesmo de uma viagem a outra —, mas geralmente assemelhavam-se no que dizia respeito à manutenção da disciplina, às especificações sobre a divisão dos tesouros entre os tripulantes e compensação aos feridos.
Cada membro da tripulação era convidado assinar ou deixar sua marca no código para, em seguida, fazer um juramento de fidelidade ou honra. Em geral, o juramento era feito sob uma Bíblia; entretanto, um dos homens de John Phillips, que não tinha uma bíblia em mãos, fez seu juramento sob um machado. De acordo com algumas lendas, houve piratas que juraram sob pistolas cruzadas, espadas, crânios humanos e até sob canhões.
Geralmente, após o início de navegações piratas, novos recrutas — provenientes de navios capturados — eram persuadidos a assinar o código, algumas vezes voluntariamente, outras, eram torturados ou ameaçados de morte. Artesãos do mar e navegadores eram os mais suscetíveis de serem forçados a assinar regras sob coação e raramente seriam libertos independentemente da sua decisão de assinar ou não. Em alguns casos, mesmo os recrutas voluntários pediam aos piratas para forçá-los a assinar o código. Faziam isso para, em caso de serem capturados pela lei, poderem alegar que tinham sido forçados a assinar o código.

## Exemplos de códigos
Quatro códigos completos, ou parcialmente completos, sobreviveram. Foram publicados principalmente na obra A General History of the Pyrates, de Charles Johnson, em 1724. Um código parcial de Henry Morgan foi preservado no livro The Buccaneers of America, de Alexandre Exquemelin, em 1678. Muitos outros piratas tiveram códigos. Muitos destes se perderam devido à conduta pirata de, na iminência de uma captura ou rendição pela lei, queimar ou jogar as regras no mar para que as mesma não fossem usadas contra eles em seus julgamentos.
- Todo Pirata tem que seguir o código pirata.
- Todo homem tem direito a voto nas questões do momento, direito a uma porção igual de provisões e utilizá-las ao seu modo, a não ser que a escassez obrigue o racionamento.
- Todo homem só pode ser chamado no seu turno, conforme a lista, pois fora dele está livre para descansar e fazer o que desejar. Porém se defraudar a companhia, o castigo é ser abandonado numa costa deserta para ser encontrado por outro navio.
- Ninguém pode jogar cartas ou dados valendo dinheiro.
- As velas devem ser apagadas às 20h. Depois desta hora quem desejar continuar a beber o deve fazer no convés.
- As pistolas, espadas e demais armas devem sempre estar limpas e prontas para a batalha.
- Crianças e mulheres não são permitidos a bordo. Quem embarcar pessoas disfarçadas é punido com a morte.
- Desertores durante combates são punidos com abandono em uma costa deserta ou morte.
- As disputas são resolvidas em terra com um duelo de pistolas ou espadas. Vence o duelo de pistolas quem não for atingido. No duelo de espadas perde o primeiro a sangrar.
- Ninguém pode desistir da pirataria enquanto não juntar mil libras. Se tornar incapacitado deve ser indenizado com oitocentos dólares e assim proporcionalmente para ferimentos menores.
- O capitão e o contramestre devem receber dois quinhões do saque ou tesouro. O imediato, o mestre e o oficial armeiro, um quinhão e meio e demais oficiais um quinhão e um quarto.
- Músicos podem descansar na noite do Shabat, mas não nos demais dias a não ser que tenham um favor especial.